# 🍑
🍑  is een teken uit de Unicode-karakterset dat een perzik voorstelt. Deze emoji is in 2010 geïntroduceerd met de Unicode 6.0-standaard.

## Betekenis
Alhoewel de oorspronkelijke intentie was om deze emoji een bekend element uit het fruitschap van de supermarkt weer te laten geven, wordt dit karakter in de praktijk veelal gebruikt om er het menselijk achterwerk mee aan te duiden, alsmede het potentieel erotisch gebruik daarvan. Het gebruik van de kont als teken van seksueel aanbod is overigens niet heel typisch in het Nederlands; het Engelse ass en het Franse cul worden wel in die context gebruikt. Het gegeven dat de 🍑 voor vagina staat is dus niet helemaal onbetwist. Het gebruik van de 🍑 in conjunctie met de 🍆 zou dus ook kunnen worden geïnterpreteerd als een aanbod van anale sex.
Zoals alle emoji kan de weergave ervan verschillen per technologieaanbieder. Toen de firma Apple in een update van iOS 10 een herontwerp van de 🍑 introduceerde die het erotische karakter probeerde te ontkrachten, brak er wereldwijd verzet uit. Apple gaf toe, en in iOS 10.3 keerde de 🍑 terug met een pontificale bilnaad en appetijtelijke rondingen.

## Codering

### Unicode
In Unicode vindt men de 🍑 onder de code U+1F351 (hex).

### Html
In html kan men in hex de volgende code gebruiken: &#x1F351;
In decimaalnotatie werkt de volgende code: &#127825;

### Shortcode
In software die shortcode ondersteunt, kan het karakter worden opgeroepen met de code :peach:.

### Unicode-annotatie
De Unicode-annotatie voor toepassingen in het Nederlands (bijvoorbeeld een Nederlandstalig smartphone-toetsenbord) is perzik.